# Brun de Bismarck R
Le brun de Bismarck R (C.I. 21010) est un composé organique de formule C21H26Cl2N8. C'est un colorant azoïque, l'un des composants du brun de Bismarck, l'un des premiers colorants azoïques utilisés.  